# El Greco en Toledo (film 1945)
El Greco en Toledo è un cortometraggio del 1945 diretto da Arturo Ruiz Castillo e basato sulla vita del pittore greco El Greco.